# Коржовка (Немировский район)
Коржо́вка (укр. Коржівка) — село на Украине, находится в Немировском районе Винницкой области.
Код КОАТУУ — 0523084201. Население по переписи 2001 года составляет 253 человека. Почтовый индекс — 22856. Телефонный код — 4331.
Занимает площадь 1,558 км².
Село расположено на берегах речки Устье и по подходящим к ней оврагам.

## История
В 1946 году указом ПВС УССР село Свенцица переименовано в Коржовку.

## Адрес местного совета
22833, Винницкая область, Немировский р-н, с. Коржовка